# Aplectropus leucopis
Aplectropus leucopis är en fjärilsart som beskrevs av George Francis Hampson 1896. Aplectropus leucopis ingår i släktet Aplectropus och familjen Crambidae. Inga underarter finns listade i Catalogue of Life.